# Featherweights

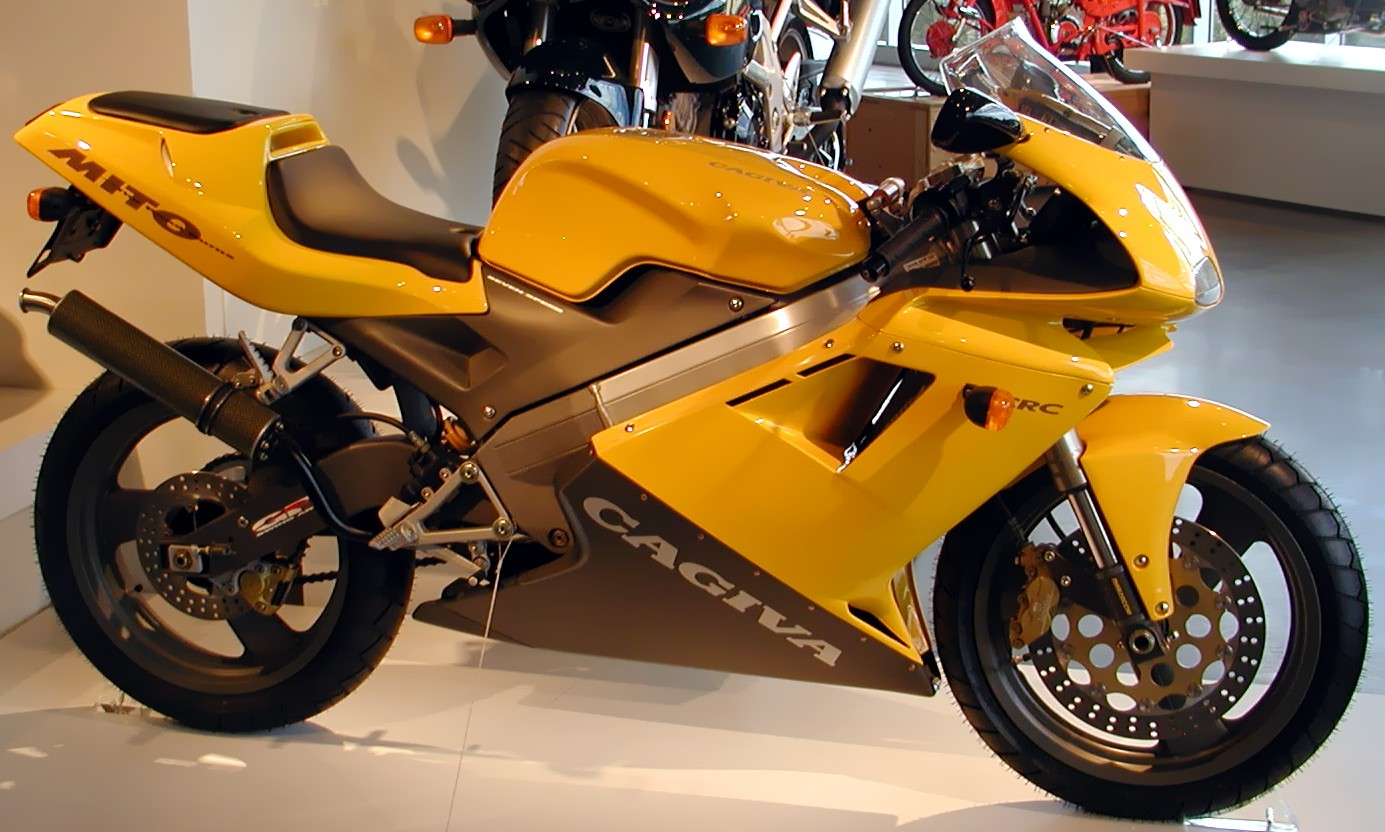
Cagiva Mito 125 uit 1995

Featherweights is een motorfietsclassificatie.
Featherweights zijn ultrasportieve lichtgewicht motorfietsen met een cilinderinhoud van minder dan 250 cc. Ondanks de lichte motorblokjes leveren ze extreem veel motorvermogen ten opzichte van hun eigen gewicht. Hierdoor moest de wetgeving voor het kleine motorrijbewijs zelfs uitgebreid worden. Lichte motorfietsen mogen niet meer dan 0,16 pk per kilogram droog gewicht leveren.
Voorbeelden: Cagiva Mito 125, Aprilia AF-1 125.